# Нетлейбъл
Нетлейбъл (Net label, онлайн лейбъл, уеб лейбъл или mp3 лейбъл) е вид музикален издател (лейбъл), при който разпространението на музикалната продукция се осъществява безплатно, онлайн в цифрови аудио формати (основно MP3, OGG и FLAC) през Интернет. Този вид дистрибуция цели популяризиране на изпълнителите, чрез безплатно (и легално) изтегляне на музикалните им творби, и чрез включването им в сетове, подкасти и видеоклипове. Нетлейбълите използват лицензите на Криейтив Комънс, насърчаващи споделянето и творческото използване на произведенията. Това позволява на изпълнителите да запазят пълни авторски права върху музиката си и едновременно с това да придобият популярност.

## Български нетлейбъли
- Dusted Wax Kingdom
- HMSU
- Jisatsuken
- Mahorka
- Ouim
- Zvuked